# Anisochilus velutinus
Anisochilus velutinus là một loài thực vật có hoa trong họ Hoa môi. Loài này được Trimen mô tả khoa học đầu tiên năm 1895.